# Storm of the Century
Storm of the Century är en amerikansk skräck-miniserie (men gjordes även som hopsatt film, över fyra timmar lång) skriven av Stephen King år 1999.

## Handling
Århundradets storm är på väg och invånarna på den lilla ön Little Tall Island börjar förbereda sig genom att köpa det nödvändigaste så att de ska klara den enormt svåra och kalla tid som väntar dem. De vet dock inte att en främling är på ingång – en man vid namn André Linoge – som börjar mörda folk. Det första offret är en gammal dam som han kommer hem till. Han låter sig sedan arresteras av polisen och sätts i fängelse.
När han väl är inlåst tror de att allt är lugnt men så är det inte. Han kan nämligen styra andra människor genom bara sina rörelser. En dotter blir helt förskräckt då hon hittar sin mamma som har dränkt sig i handfatet, och över kvinnans livlösa huvud stod det Give Me What I Want, Then I'll Go Away ("Ge mig vad jag vill, då går jag iväg"). Det hade hon skrivit med sitt läppstift innan hon fick hjälp att dränka sig i handfatet. Öborna får en lång undran över Linoges ursprung, och framförallt vad han vill ha av dem.

## Rollista (i urval)
| Timothy Daly     | – Mike Anderson         |
| Colm Feore       | – André Linoge          |
| Debrah Farentino | – Molly Anderson        |
| Casey Siemaszko  | – Alton "Hatch" Hatcher |
| Jeffrey DeMunn   | – Robbie Beals          |
| Torri Higginson  | – Angela Carver         |
| Soo Garay        | – Melinda Hatcher       |